# Főgonosz

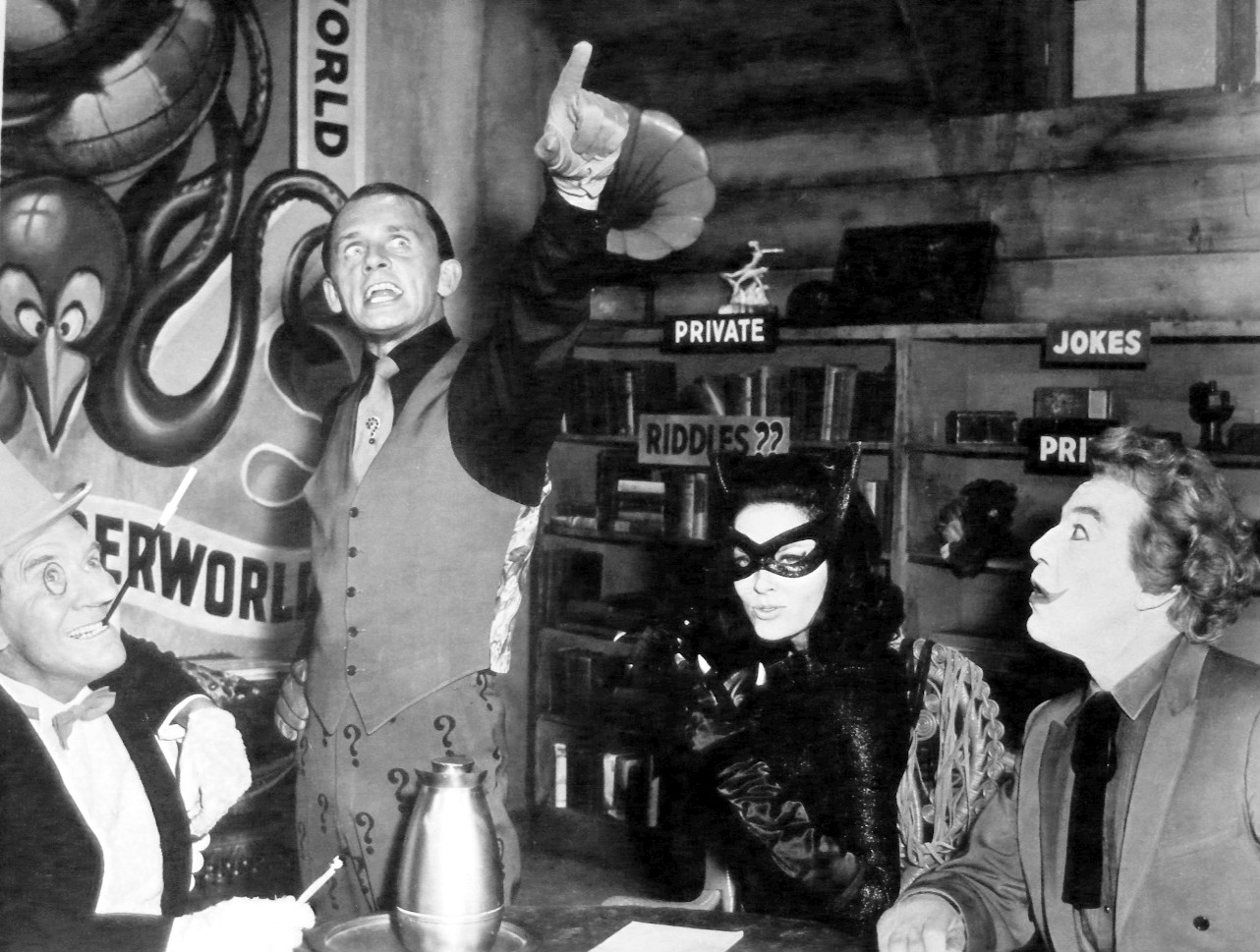
Az Egyesült Alvilág főgonoszai az 1966-os Batman című filmből, a Batman képregények filmadaptációja és az 1960-as évek azonos című televíziós műsora alapján. Balról jobbra:
Pingvin, Rébusz, Macskanő és Joker.

A főgonosz vagy a magyar közbeszédben ritkábban: szupergonosz (angolul: Supervillain, néha: Super Evil) a képregények, bűnügyi irodalom és filmek, egyéb szórakoztató műfajok egyik szereplőtípusa, az ún. szuperhősökkel szembenálló szintén képzeletbeli veszedelmes bűnszervezet, terrorszervezet vagy más titkos társaság vezetője, illetve valamivel ritkábban egyetlen különleges képességekkel rendelkező legfőbb ellensége. Még ritkábban a főgonosszal nem szuperhősök, hanem hétköznapi emberek veszik fel a harcot.
További besorolási problémát okozhatnak a szórakoztató kultúra más valamelyest hasonló archetipikus szereplői, elsősorban az extrém negatív szereplők, a mesterbűnözők illetve az őrült tudósok. Továbbá hogy a közbeszédben, politikai közbeszédben néha valós személyekre is használják a kifejezést. Illetve hogy egyes történetekben megjelenő természetfeletti vagy földönkívüli lények nevezhetők-e főgonosznak, szupergonosznak. Különösen ha nem is intelligens lények (szörnyek, drabálok, alienek) Valamint hogy a közbeszédben mindezek miatt gyakran nem következetesen használják a szót ahogyan a szuperhős kifejezést sem.
A magyar közbeszédben gyakrabban használt főgonosz kifejezés némileg gúnyosan arra utal, mintha ezeknek a karaktereknek a visszataszító tulajdonságai, beteges személyiségvonásai közül a rangkórság se hiányozna, és ilyen természetű szuperlatíviszokra is igényt tartanának. Továbbá a spontán gyermeki szóalkotói lelemény hangulatát felidéző, némileg leereszkedő kifejezés tekinthető gunyoros célzásnak az ilyen típusú képregények, filmek, szórakoztató irodalom fogyasztóinak feltételezett egyszerű, már-már gyermekien fekete-fehér világképére.
Ennek vélelmezhető oka hogy a hazai irodalmárok és általában a humán értelmiség az angolszászoknál is elutasítóbbak a szórakoztató műfajokkal kapcsolatosan.
Ezeket a szereplőket a különböző szórakoztató műfajú művekben általában saját nevükön vagy álnevükön emlegetik, esetleg legfőbb ellenfélként, legfőbb ellenségként, de maga a főgonosz vagy szupergonosz szó ritkán hangzik el. Így a főgonosz kifejezés ezekben a történetekben akkor sem okoz fogalmi zavart, amikor egyetlen történetben két vagy több ilyen karakter is megjelenik, ami újabban gyakrabban fordul elő. A közbeszédben a legfőbb ellenfél, legfőbb ellenség túl hivatalos, (vagy inkább hivataloskodó,) illetve katonai jellegűnek tűnhetne.
A szupergonosz (supervillain) kifejezés első ismert használata 1912-ben lelhető fel a Life-ban.

## Jellemzőik

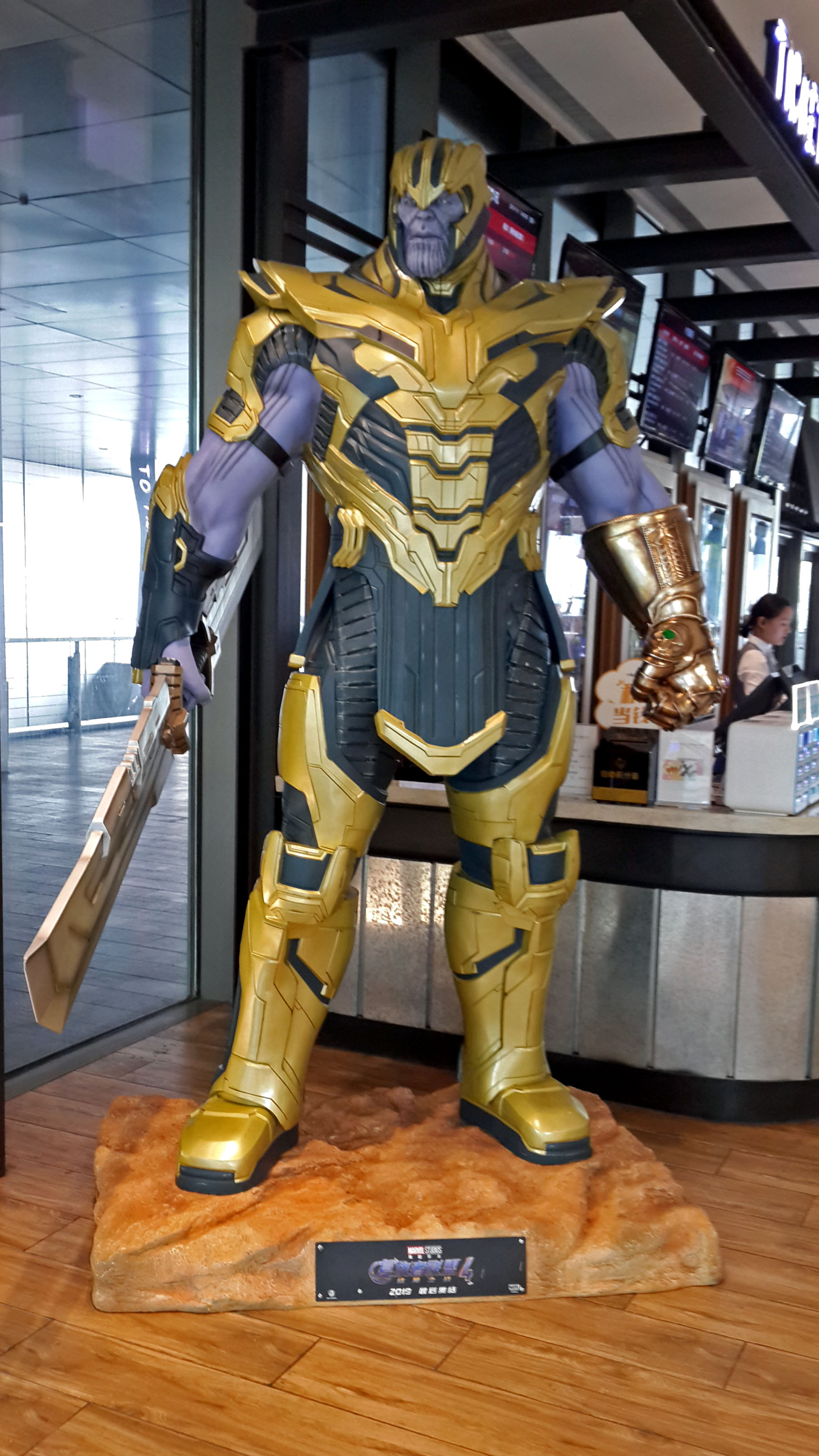
A talán leghatalmasabb főgonosz, Thanos szobra a Marvel Studioban kiállítva.

A főgonoszt általában rendkívüli intelligenciája, különleges szakképzettsége (tudós, hacker), természetfeletti volta vagy képességei, harcművészeti jártassága, rendkívüli ereje, kíméletlensége, nagy számú veszedelmes segítőtársa, néha gazdasága, befolyásossága teszi különösen veszélyessé.
Néhány szuperhőshöz hasonlóan a főgonoszok egy része is rendkívüli képességeiket vegyi, biológiai, genetikai, elektromos vagy más baleset következtében szerzik meg, és gonosszá válásuk is a trauma következményének tudatható be (Kétarc, Elektro).
Többségüknél megfigyelhetők pszichopata/szociopata személyiségvonások. Világuralmi tervek, tömegpusztító terrortámadás, tömegmészárlás, néhány esetben az egész emberiség kiirtásának a terve, stb.
Néhány esetben nehéz az egyes negatív szereplők besorolása. Bár viselheti némely vonását, alapesetben nem tévesztendő össze a másik őstipussal, a mesterbűnözővel (mestertolvajjal, mesterrablóval), amelynek egyik mintája talán François Vidocq lehetett. (Arsène Lupin, Mumus-Mumus (Garu-Garu), Kúszó Maxi, Kayser Söze, ...) És bár néha szintén összefonódik a két figura, de alapesetben az őrült tudós, őrült professzor alakjával sem. És természetesen a mégoly gonosz közönséges bűnözők, gyilkosok, sorozatgyilkosok (Hannibal Lecter) sem.

## Mitológiai, irodalmi előzmények
Az ábrahámi vallások előtt az isteneket általában nem tartották gonosznak akkor sem, ha közönbösen vagy kifejezetten ellenségesen viselkedtek. Még a félelmetes halálisteneket, alvilági isteneket, vagy az egyiptomi Széthet sem tartották kifejezetten, öncélúan gonosznak. Bár a zoroasztriánus vallásban jelent meg a kifejezetten, természetétől fogva negatív szellemi lény, Angra Mainju. Feltehetően innen került át a zsidó vallásba, és lett Sátán. Ezt vette át a többi ábrahámi vallás is.
A zsidó-keresztény kultúra vitathatatlan főgonosza Mózes története révén évszázadokon keresztül „a fáraó” volt.
Az ókori görög mitológiában Zeusz és Pallasz Athéné volt nevezetes arról, hogy a halandók között jár-kel álöltözetben.
Az ógörög hősök például Héraklész, Thészeusz isteni származásúak, de emberi ellenfeleik nem ütik meg a főgonosz szintet. Odüsszeusz ellenfelei közül talán Kirke és Polüfémosz küklopsz lenne nevezhető főgonosznak. Vagy Perszeusz ellenfele Medusza a gorgók egyike. Dávid ellenfele a filiszteus óriás, Góliát.
A gladiátorok jelmezei Róma mítikus vagy valós ellenségeinek ruházatát és fegyverzetét jelenítették meg (trák, görög, ...).
A kereszténységben jelenik meg az Antikrisztus, Nostradamusnál Mabus alakja.
Artúr király ellenfelét, Mordredet a boszorkány Morgana segíti. Robin Hood ellenfelét a bírót katonái mellett szintén segíti boszorkány is.
Shakespearenél már megfigyelhető az a tudatosnak tűnő technika, amivel a pozitív hős pozitívumait úgy emeli tovább, hogy ellenfele negatívumait növeszti akár a valószínűtlen szint fölé is. (Macbeth, III. Richárd)
A hétköznapokban a politikai propaganda fortélyai teszik magától értetődővé a világ abszolút jókra és abszolút gonoszokra osztását. A történelemben valós személyek: római császárok mint például Néró, Caligula, Heliogabalus, rettegett mongolok, Dzsinkisz kán, Tamerlán, Európában Napóleon, Hitler, Sztálin testesítik meg a főgonoszt, az utóbbi időkben Idi Amin, Kadhafi, Szaddám Huszein. A terroristák közül Carlos, Oszáma bin Láden. A szervezett bünözés, a maffia vezetői.
Az álarcos hősök prototípusát, Zorrót Johnston McCulley teremtette meg. Később számos hős és antihős lett álarcos, álöltözetes, így sok esetben a főgonoszok is.
A romantika tette hétköznapivá az elvont misztikus jó és gonosz szerepét. A három testőr történetek főgonosza Richelieu bíborosa történelmi személy.
A magyar kultúrában Mátyás király talán az első álruhás szuperhős de ellenfelei legfeljebb csupán gonosz emberek még ha néha nagy hatalmúak is. De még például a Fekete gyémántokban Berend ellenfeleinél, Kaulmann vagy Sondersheim báró is még csupán egyszerű negatív szereplő. A Szegény gazdagokban Fatia Negra viszont már igazi álarcos főgonosz. Egyesek szerint Az oroszlán ugrani készül Dr. Otto Klauberge is inkább csak őrült tudós és nem főgonosz.
A főgonosz őstipusa talán Sir Arthur Conan Doyle angol író Sherlock Holmes-történeteiből ismert Moriarty professzora, akinek a történetekben vezető szerepe volt olyan szintén kemény bűnözőkből álló csoportjában, mint például Sebastian Moran ezredes. A Sherlock-tanulmány (A Study in Sherlock) című dokumentumfilmben Steven Moffat és Mark Gatiss írók azt nyilatkozták, hogy szerintük James Moriarty professzor egy szupergonosz, mert intelligenciája zseniális szintű, valamint olyan megfigyelési és következtetési képességekkel rendelkezik, ami a hétköznapi emberek fölé helyezi őt olyannyira, hogy csak ő jelenhet valódi veszélyt Sherlock Holmesra.
Mások szerint az első modern irodalmi főgonosznak Bram Stoker Drakulája tekinthető.
A szakirodalom szerint azonban az első szupergonosz Jean Diable, egy Fantomas-szerű alak volt, idősebb Paul Féval 1862-es regényének címszereplője, illetve az író szinte halhatatlan karaktere, a machiavellista Bozzo-Corona ezredes, aki Les Habits Noirs (’A fekete ruhák’) című 1863-as regényényében jelent meg.

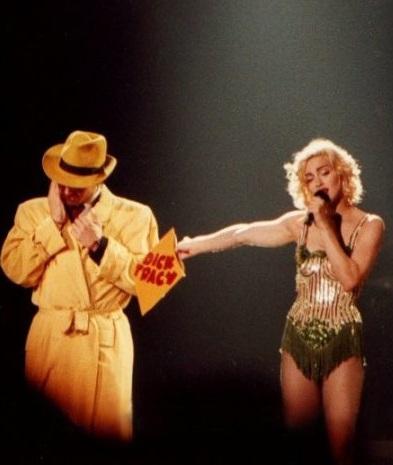
Warren Beatty a Dick Tracy című 1990-es film címszerepében Madonnával

A képregénykultúra adottságai, rövidségük és a dramaturgiai lehetőségeik szűkössége miatt szinte automatikusan termelte ki a mai szuperhősöket és főgonoszokat.
Az első főgonosz, aki furcsa öltözetet viselt, Lightning volt az 1938-as The Fighting Devil Dogs című filmben, amely a modern szuperhős, Superman filmek elődjének tekinthető. Ultra-Humanite volt az első főgonosz, aki rendszeres harcolt egy szuperhős ellen, s aki először az Action Comics #13 számában (1939) jelent meg.
Bár Supermant is korán megfilmesítették, ezek a filmek a megszokott látványvilágba és dramaturgiába illeszkedtek. A Dick Tracy film (1990) hozta be a képregény látványvilágot a filmvászonra. Közönségsikerük nyomán egyre több korábbi képregény történetet, köztük szuperhős-főgonosz történetet filmesítettek meg.
A karakter első generációja körülbelül az 1950-es évekre egysíkúvá, sematikussá váltak és vesztettek érdekességükből.
Emiatt később a főgonoszok egyértelműen gonosz mivolta árnyalódott, többségében a közönség megismerheti az okot, a főgonosz előéletét, illetve néha tesznek pozitív dolgokat is, sőt néhányan végül pozitív szereplővé váltak. Néhányukat pedig a hozzájuk kapcsolódó történet szerint félreismerték és kiderült hogy valójában eredetileg is pozitív szereplők. Ezzel párhuzamosan néha a korábbi sematikus főgonoszok is átértékelődnek (pl. Moriarty, Dracula is) és minimum tragikus hőssé lényegültek át.
Mindezekkel párhuzamosan megjelentek a karakter parodisztikus változatai: Dorellic, Dr. Genya (Dr. Evil ), a  Zöld darázsban Szadonovszki (Bloodnofsky), ...
Főleg a képregénykultúrában a különféle szuperhősök ellenfeleként számuk mára szinte áttekinthetetlenné sokasodott.

## Ismertebb főgonoszok

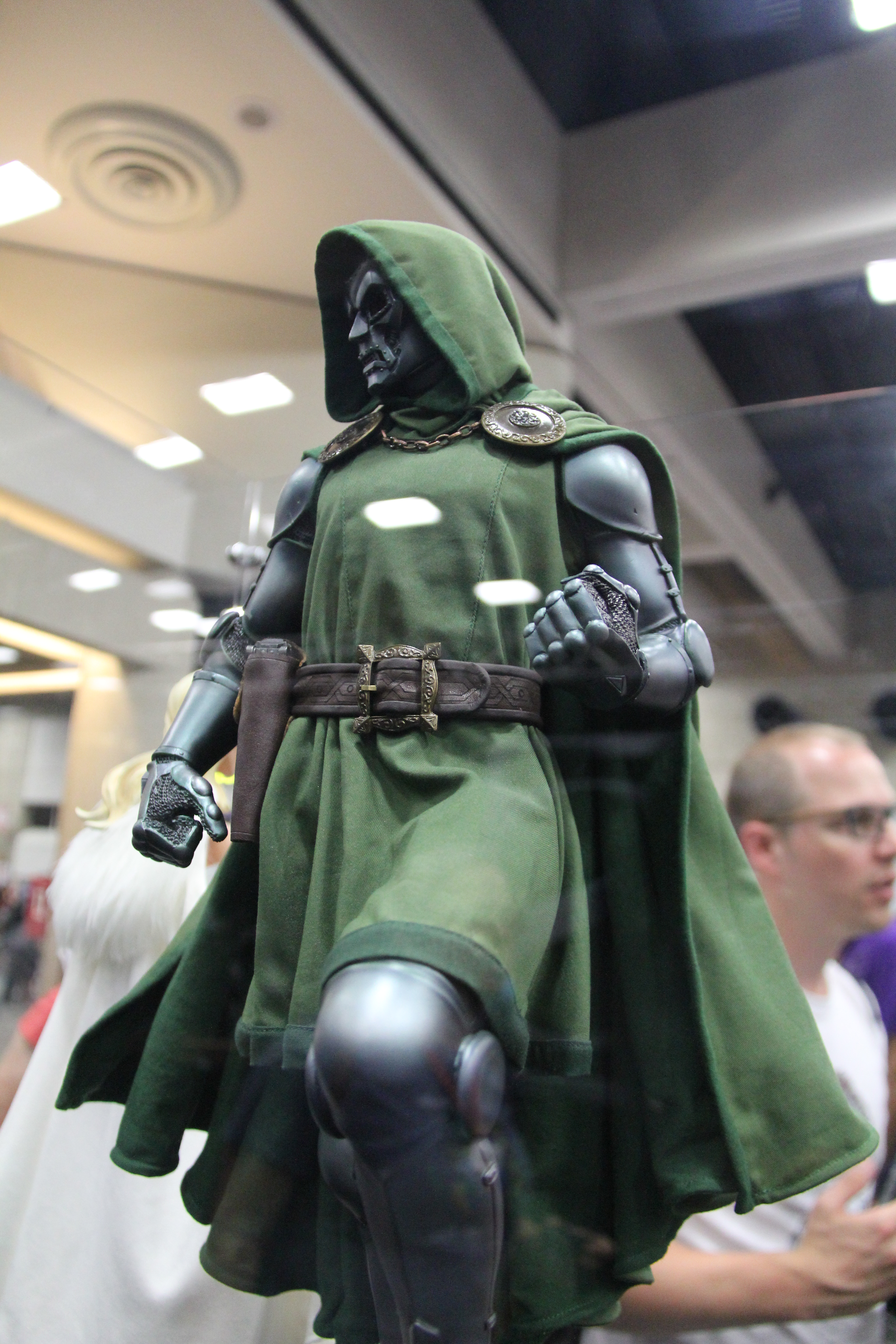
Fátum Doktor, a Fantasztikus Négyes egyik esküdt ellenségének figurája a Marvel-univerzumban.

A szórakoztató irodalomban, a képregénykultúrában és a filmművészetben:
- Moriarty professzor Sir Arthur Conan Doyle két novellájában szereplő főgonosz, Sherlock Holmes legfőbb ellensége
- Drakula Bram Stoker regényéből
- Dr. Mabuse Norbert Jacques 1921-es Dr. Mabuse, der Spieler című regényében tűnik fel először.
- Belfegor Arthur Bernède 1927-ben megjelent Belphégor című regényében és az abból készült filmekben
- Fantomas megalkotója a Marcel Allain (1885–1969) és Pierre Souvestre (1874–1914) szerzőpáros.
- Dr. Fu Manchu Sax Rohmer angol író egyik regénysorozatának főgonosza
- Amerika Kapitány első ellenfele a Vörös Koponya, majd Doktor Faustus és mások
- Superman legfőbb ellenfele Lex Luthor
- Batman főbb ellenfelei: Pingvin, Joker, Kétarc, Macskanő, Rébusz stb.
- Flash legnagyobb ellenségei Eobard Thawne és Filozófus
- Fenegyerek ellenfele: Célpont
- A Csillagok háborúja sorozat vitathatatlanul legismertebb gonosztevője Darth Vader, ugyanakkor a sorozat valódi főgonosza Palpatine császár, Vader mestere és a Galaktikus Birodalom uralkodója.
- James Bond ellenfelei Dr. No, Ernst Stavro Blofeld (Donald Pleasence) a SPECTRE azaz Fantom más ügynökei.
- A Bosszúállók (The Avengers) legfőbb ellensége, talán a legnagyobb erejű főgonosz Thanos
- Vasember ellenfele: Mandarin
- Megtorló ellenfele: Fűrész
- Pókember ellenfelei: Doctor Octopus, Zöld Manó, Venom, Homokember, Elektro
- Az őrzők (Watchmen) legnagyobb ellenfelévé egykori társuk, Ozymandias vált.
- Harry Potter legnagyobb ellenfele a sötét varázsló Voldemort
- A gyűrűk ura világában a leghatalmasabb gonosz Szauron
- A trónok harca sorozat főgonoszaként az Éjkirály jelenik meg.